# Borospoharak (Sargent-kép)
A Borospoharak (Wineglasses) John Singer Sargent fiatalkori alkotása, amely a londoni National Gallery gyűjteményének része.

## Keletkezése
Habár a kép datálása 1874, valószínűbb, hogy a következő évben, a bretagne-i Saint-Enogat egyik árnyékos verandáján készült, ahol Sargent a nyarat töltötte, esetleg Grez-sur-Loing-ban. A festő mindössze 19 éves volt. A könnyed ecsetvonások és a kompozíció az impresszionistákat idézi, akiknek munkájával Párizsban ismerkedett meg Sargent. A téma, étkezés és ivás a szabadban, szintén gyakori témája volt az új művészeti stílusnak. Sargent általában különös figyelemmel ábrázolta a fény játékát, és azt, ahogy a kompozícióban szereplő tárgyak, ezen a képen például az asztalterítő, visszaverik, tükrözik azt. A művész a festményt tanárának, Emile Carolus-Duran portéfestőnek ajándékozta, aki három éven át oktatta a mesterségre. A képet Sargent olajjal festette vászonra, az alkotás 45 × 37,5 centiméteres.